# 강명자
강명자(姜明孜, 1948년 8월 28일 ~ )는 대한민국의 여성 한의사이며 대한민국 최초 여성 한의학 박사이다.
신장은 164cm이고 체중은 61kg인 그녀는 1985년 한의학 박사 학위를 취득하여 이슈를 모았으며 그 후 대전대학교 한의과대학 겸임교수를 역임하였고 현재 경희대학교 한의과대학 외래교수이며 서울 서초동 꽃마을 한방병원 병원장이다.

## 이력

### 어린 시절
본관은 진주(晉州)이며 서울 출생이다.

### 학력
- 경희대학교 한의과대학 한의학사
- 경희대학교 한의과대학원 한의학 석사·한의학 박사

### 주요 경력
- 1973년 서울 덕희당 한의원 원장.
- 1984년 서울 강명자 한의원 원장.
- 1986년 대전대학교 한의과대학 겸임교수(1990년 퇴임).
- 1993년 대한약침학회 회장(1996년 퇴임).
- 1996년 대한 한의사협회 부회장(1998년 퇴임).
- 1996년 서울 꽃마을 한방병원 병원장(현재).
- 1997년 대한한방병원협회 이사(2000년 퇴임).
- 1998년 대한한의사협회 부회장(2000년 퇴임).
- 1998년 대한여성한의사협회 회장(2000년 퇴임).
- 2000년 서울중앙지방법원 민사조정위원 역임.
- 2000년 경희대학교 한의과대학 외래교수(현재).
- 2000년 대한한방병원협회 부회장(현재).
- 2003년 대한한방체열의학회 회장(2005년 퇴임).
- 2005년 대한한방부인과학회 회장(2007년 퇴임).
- 2006년 서울중앙지방검찰청 의료자문위원(2007년 퇴임).

## 저서

### 한의학 저술
- 《삼신할미: 여성 불임증에 대한 한의학적 진단과 처방》(자유문학사)
- 《불임, 한방으로 고친다》(출판시대)
- 《아이를 낳읍시다》(선출판사)
- 《하나, 둘, 셋 아이를 낳읍시다》1,2,3권
- 《강명자 한의학 박사의 한방 불임 치유법》(일본어 번역)
- 《시험관 아기 ? 자연 임신》(느낌이있는책)
- 《아기는 반드시 생깁니다》(중국어 번역)(다산북스)
- 《자연 임신이 최선의 임신》(철학과 현실사)
- 《기적의 28일 자궁디톡스》(비타북스)
- 《딸에게 들려준 엄마의 성공 이야기》(선출판사, MBC성공시대)

## 같이 보기
- 유근철